# Stéfanos Streit
Stéfanos Streit (en grec Στέφανος Στρέιτ) va ser un jurista i polític grec.

## Biografia
Va nàixer a Patres, fill del geòmetra Georgios Streit (Γεώργιος Στρέιτ). Va estudiar Dret a Atenes i Alemanya, especialitzant-se en el camp judicial. Després, va treballar com a jutge del tribunal d'apel·lació i magistrat. Va dimitir el 1865 i va ser jutge a Patras fins al 1872, quan va ser nomenat director de la sucursal del Banc Nacional de Grècia a Làmia. El 1889 es convertí en subdirector del Banc Nacional i finalment atenyí el càrrec de director, on va romandre fins al 1911. Paral·lelament continuà la seua carrera en la universitat. El 1875 va entrar en el càrrec de professor numerari de Dret Internacional i Constitucional, el 1876 es va fer professor extraordinari de la facultat de Dret i el 1879 professor ordinari. A més, va ser ministre d'Economia el 1897, durant el govern d'Alèxandros Zaïmis.
Morí a Atenes el 13 d'abril de 1920. Estava casat amb Viktoría Londu (Βικτωρία Λόντου), filla del que fou batlle de Patras, Andreas J. Lóndos (Ανδρέας Χ. Λόντος). Va tindre un fill, Georgios Streit (Γεώργιος Στρέιτ).